# Cidade do Rock
Cidade do Rock é a denominação dada aos lugares que já sediaram as edições do festival Rock in Rio. 
Ao todo, quatro locais tiveram tal nomenclatura no Rio de Janeiro. O primeiro recebeu as edições de 1985 e 2001, posteriormente abrigando as competições de beisebol e softbol dos Jogos Pan-Americanos de 2007; O segundo é o Estádio do Maracanã, que recebeu a edição de 1991; O terceiro foi o Parque dos Atletas, local utilizado como área de lazer para os cariocas e atletas dos Jogos Olímpicos de Verão de 2016, tendo sediado as edições de 2011, 2013 e 2015; O quarto é o Parque Olímpico do Rio de Janeiro, local onde ocorreram as principais competições dos referidos jogos e que abrigou as edições de 2017, 2019, 2022 e 2024 do evento.
Em Portugal, o Parque da Bela Vista abrigou a Cidade do Rock entre a primeira edição lisboeta do festival (2004), e a edição de 2022, tendo o evento posteriormente transitado para o Parque Tejo. Na Espanha, a cidade de Arganda del Rey, nos arredores de Madri, possui um complexo com o nome de "Ciudad de Rock Arganda del Rey", onde as três edições do Rock in Rio naquele país foram realizadas. Nos Estados Unidos, o Las Vegas Festival Grounds recebeu a única edição em solo norte-americano, em 2015.